# Gem (Beni Arashiro)
Gem è il terzo album della cantante giapponese J-pop Beni Arashiro, pubblicato il 25 aprile 2007 dalla Avex Trax. L'album è arrivato alla centoventiseiesima posizione della classifica Oricon degli album più venduti in Giappone, ed ha venduto circa 2 500 copie.

## Tracce
CD
1. BAD GIRL
2. Mermaid
3. Losin' control
4. Loved
5. Luna
6. How Are U?
7. Paradise
8. Mirror mirror
9. Sweet but Empty
10. Koibumi (Studio Live Version) (恋文)
11. No pain, No gain (English Version)

DVD
1. How Are U? (PV)
2. Luna (PV)
3. Koibumi (Special PV) (恋文)
4. CECIL McBEE -Trailer-